# واتس ميلس (كارولاينا الجنوبية)
واتس ميلس (بالإنجليزية: Watts Mills CDP, South Carolina)‏ هي منطقة سكنية تقع بولاية كارولاينا الجنوبية في الولايات المتحدة. تبلغ مساحتها 5.92 كم2، وترتفع عن سطح البحر 213.36 م، بلغ عدد سكانها 1,635 نسمة في عام 2010 حسب إحصاء مكتب تعداد الولايات المتحدة وتصل الكثافة السكانية فيها 276.2 نسمة لكل كيلومتر مربع (715.4/ميل2).

## التركيبة السكانية
حدّد مكتب تعداد الولايات المتحدة بيانات التركيبة السكانية لواتس ميلس في تعداد الولايات المتحدة. في ما يلي، التركيبة السكانية حسب تعدادي 2000 و2010.

### تعداد عام 2000
بلغ عدد سكان واتس ميلس 1,479 نسمة بحسب تعداد عام 2000، وبلغ عدد الأسر 566 أسرة وعدد العائلات 356 عائلة مقيمة في المنطقة السكنية. في حين سجلت الكثافة السكانية 249.8 نسمة لكل كيلومتر مربع (647.0/ميل2). وبلغ عدد الوحدات السكنية 629 وحدة بمتوسط كثافة قدره 106.2 لكل كيلومتر مربع (275.1/ميل2).
وتوزع التركيب العرقي للمنطقة السكنية بنسبة 68.29% من البيض و16.23% من الأمريكيين الأفارقة و2.77% من الأمريكيين الأصليين و0.20% من سكان جزر المحيط الهادئ و9.33% من الأعراق الأخرى و3.18% من عرقين مختلطين أو أكثر و16.36% من الهسبانيون أو اللاتينيون من أي عرق.
بلغ عدد الأسر 566 أسرة كانت نسبة 39.9% منها لديها أطفال تحت سن الثامنة عشر تعيش معهم، وبلغت نسبة الأزواج القاطنين مع بعضهم البعض 41.2% من أصل المجموع الكلي للأسر، ونسبة 14.7% من الأسر كان لديها معيلات من الإناث دون وجود شريك،  بينما كانت نسبة 7.1% من الأسر لديها معيلون من الذكور دون وجود شريكة وكانت نسبة 37.1% من غير العائلات. تألفت نسبة 30.2% من أصل جميع الأسر من عدة أفراد يعيشون في نفس المنزل ونسبة 12.5% كانت تتألف من شخص يعيش بمفرده يبلغ من العمر 65 عاماً أو أكثر. وبلغ متوسط حجم الأسرة المعيشية 2.61، أما متوسط حجم العائلات فبلغ 3.21.
بلغ العمر الوسطي للسكان 31.1 عاماً. وكانت نسبة 26.4% من القاطنين تحت سن الثامنة عشر، وكانت نسبة 12.5% بين الثامنة عشر والرابعة والعشرين عاماً، ونسبة 29.6% كانت واقعةً في الفئة العمرية ما بين الخامسة والعشرين والرابعة والأربعين عاماً، ونسبة 20.8% كانت ما بين الخامسة والأربعين والرابعة والستين، ونسبة 10.8% كانت ضمن فئة الخامسة والستين عاماً فما فوق. يوجد لكل 100 أنثى 110.7 ذكر، ويوجد لكل 100 أنثى في الثامنة عشر من عمرها فما فوق 102.4 ذكر.
بلغ متوسط دخل الأسرة في المنطقة السكنية 25,046 دولارًا، أما متوسط دخل العائلة فبلغ 26,328 دولارًا. وكان متوسط دخل الذكور 26,473 دولارًا مقابل 15,833 دولارًا للإناث. وسجل دخل الفرد الخاص بالمنطقة السكنية 12,555 دولارًا. وكانت نسبة 22.5% من العائلات ونسبة 25.3% من السكان تحت خط الفقر، وكان من هؤلاء نسبة 39.5% تحت سن الثامنة عشر ونسبة 15.1% في الخامسة والستين من العمر وما فوق.

### تعداد عام 2010
بلغ عدد سكان واتس ميلس 1,635 نسمة بحسب تعداد عام 2010، وبلغ عدد الأسر 564 أسرة وعدد العائلات 394 عائلة مقيمة في المنطقة السكنية. في حين سجلت الكثافة السكانية 276.2 نسمة لكل كيلومتر مربع (715.4/ميل2). وبلغ عدد الوحدات السكنية 686 وحدة بمتوسط كثافة قدره 115.9 لكل كيلومتر مربع (300.2/ميل2).
وتوزع التركيب العرقي للمنطقة السكنية بنسبة 57.92% من البيض و20.92% من الأمريكيين الأفارقة و0.18% من الأمريكيين الأصليين و0.43% من الأمريكيين ذوي الأصول الآسيوية و0.18% من سكان جزر المحيط الهادئ و18.04% من الأعراق الأخرى و2.32% من عرقين مختلطين أو أكثر و29.30% من الهسبانيون أو اللاتينيون من أي عرق.
بلغ عدد الأسر 564 أسرة كانت نسبة 40.6% منها لديها أطفال تحت سن الثامنة عشر تعيش معهم، وبلغت نسبة الأزواج القاطنين مع بعضهم البعض 39.2% من أصل المجموع الكلي للأسر، ونسبة 21.5% من الأسر كان لديها معيلات من الإناث دون وجود شريك،  بينما كانت نسبة 9.2% من الأسر لديها معيلون من الذكور دون وجود شريكة وكانت نسبة 30.1% من غير العائلات. تألفت نسبة 22.9% من أصل جميع الأسر من عدة أفراد يعيشون في نفس المنزل ونسبة 7.8% كانت تتألف من شخص يعيش بمفرده يبلغ من العمر 65 عاماً أو أكثر. وبلغ متوسط حجم الأسرة المعيشية 2.90، أما متوسط حجم العائلات فبلغ 3.42.
بلغ العمر الوسطي للسكان 30.5 عاماً. وكانت نسبة 30.3% من القاطنين تحت سن الثامنة عشر، وكانت نسبة 10.3% بين الثامنة عشر والرابعة والعشرين عاماً، ونسبة 29.8% كانت واقعةً في الفئة العمرية ما بين الخامسة والعشرين والرابعة والأربعين عاماً، ونسبة 19.8% كانت ما بين الخامسة والأربعين والرابعة والستين، ونسبة 9.8% كانت ضمن فئة الخامسة والستين عاماً فما فوق. وتوزع التركيب الجنسي للسكان بنسبة 51% ذكور و49% إناث.